# بيتيبونغ كولديلوك
بيتيبونغ كولديلوك (بالإسبانية: Piti) (26 مايو 1981 إسبانيا - ) هو لاعب كرة قدم إسباني، يلعب كمهاجم.

## وصلات خارجية
بيتيبونغ كولديلوك على موقع قاعدة بيانات كرة القدم.إي يو (الإنجليزية)
- بيتيبونغ كولديلوك على موقع Soccerbase.com (لاعب) (الإنجليزية)
- بيتيبونغ كولديلوك على موقع Soccerway.com (الإنجليزية)
- بيتيبونغ كولديلوك على موقع AS.com (الإسبانية)